# Eastlake (Michigan)
Eastlake – wieś w Stanach Zjednoczonych, w stanie Michigan, w hrabstwie Manistee.